# Kenneth Vermeer
Kenneth Vermeer (Amsterdam, 10 gennaio 1986) è un calciatore olandese, portiere del PEC Zwolle.

## Carriera

### Club

#### Ajax
Prodotto del vivaio dell'Ajax, dopo due stagioni in prima squadra, nel 2007 passa in prestito al Willem II Tilburg. Torna all'Ajax nel 2008 e nel 2011 diventa titolare in seguito all'infortunio del portiere titolare Maarten Stekelenburg. Il 15 maggio vince l'Eredivisie nello scontro diretto vinto per 3-1 contro il Twente.
Nell'estate 2011, in seguito al trasferimento alla Roma del numero uno Maarten Stekelenburg, l'allenatore Frank de Boer comunica, alla vigilia della Supercoppa d'Olanda, la promozione di Vermeer al ruolo di portiere titolare dei lancieri. Il 30 luglio perde proprio la Supercoppa d'Olanda contro il Twente per 2-1. Il 2 maggio 2012 vince la sua seconda Eredivisie con l'Ajax e il 5 maggio 2013 la terza.

#### Feyenoord e Bruges
Dopo aver vinto un altro campionato, il 1º settembre 2014 viene ufficializzato il suo passaggio al Feyenoord sulla base di un contratto quadriennale. Si conquista subito il posto da titolare giocando in tutto 41 partite. Il 6 giugno 2016 rinnova fino al 2020. Nel primo semestre del 2018 gioca in prestito al Club Bruges prima di far ritorno a Rotterdam dove l'anno seguente si riconquista il posto da titolare.

#### Los Angeles
Nel gennaio del 2020 si svincola dal Feyenoord per firmare con il Los Angeles FC un contratto con scadenza 31 dicembre 2022. Il 17 aprile 2021 risolve il suo contratto con la società californiana.

### Nazionale
Con la Nazionale Under-21 ha vinto il campionato d'Europa di categoria nel 2006 e nel 2007. Nel 2008 ha preso parte, con la Nazionale Under-23, al torneo calcistico dei Giochi della XXIX Olimpiade a Pechino.
Il 14 novembre 2012 esordisce con la Nazionale maggiore nell'amichevole giocata ad Amsterdam contro la Germania (0-0).

## Statistiche

### Presenze e reti nei club
Statistiche aggiornate al 12 maggio 2023
| Stagione             | Squadra              | Campionato           | Campionato | Campionato | Coppe nazionali | Coppe nazionali | Coppe nazionali | Coppe continentali | Coppe continentali | Coppe continentali | Altre coppe | Altre coppe | Altre coppe | Totale | Totale |
| Stagione             | Squadra              | Comp                 | Pres       | Reti       | Comp            | Pres            | Reti            | Comp               | Pres               | Reti               | Comp        | Pres        | Reti        | Pres   | Reti   |
| -------------------- | -------------------- | -------------------- | ---------- | ---------- | --------------- | --------------- | --------------- | ------------------ | ------------------ | ------------------ | ----------- | ----------- | ----------- | ------ | ------ |
| 2005-2006            | Ajax                 | ED                   | -          | -          | CO              | -               | -               | UCL                | -                  | -                  | SO          | -           | -           | -      | -      |
| 2006-2007            | Ajax                 | ED                   | 0          | 0          | CO              | 0               | 0               | UCL+CU             | 0+1                | 0                  | SO          | -           | -           | 1      | 0      |
| 2007-2008            | Willem II            | ED                   | 16         | -31        | CO              | 1               | -1              | -                  | -                  | -                  | -           | -           | -           | 17     | -32    |
| 2008-2009            | Ajax                 | ED                   | 22         | -26        | CO              | 1               | -1              | CU                 | 8                  | -9                 | -           | -           | -           | 31     | -36    |
| 2009-2010            | Ajax                 | ED                   | 1          | 0          | CO              | 1               | -2              | UEL                | 0                  | 0                  | -           | -           | -           | 2      | -2     |
| 2010-2011            | Ajax                 | ED                   | 6          | -4         | CO              | 1               | -3              | UCL+UEL            | 0                  | 0                  | SO          | -           | -           | 7      | -7     |
| 2011-2012            | Ajax                 | ED                   | 33         | -35        | CO              | 0               | 0               | UCL+UEL            | 6+2                | -6 + -3            | SO          | 1           | -2          | 42     | -46    |
| 2012-2013            | Ajax                 | ED                   | 30         | -28        | CO              | 0               | 0               | UCL+UEL            | 6+2                | -16 + -2           | SO          | 1           | -4          | 39     | -50    |
| 2013-2014            | Ajax                 | ED                   | 10         | -15        | CO              | 4               | -6              | UCL+UEL            | 1+0                | -4                 | SO          | 1           | -2          | 16     | -27    |
| ago. 2014            | Ajax                 | ED                   | 1          | -1         | CO              | -               | -               | UCL                | -                  | -                  | SO          | 1           | -1          | 2      | -2     |
| Totale Ajax          | Totale Ajax          | Totale Ajax          | 103        | -109       |                 | 7               | -12             |                    | 26                 | -40                |             | 4           | -11         | 140    | -172   |
| 2014-2015            | Feyenoord            | ED                   | 30+2       | -36 + -3   | CO              | 1               | -2              | UEL                | 8                  | -9                 | -           | -           | -           | 41     | -50    |
| 2015-2016            | Feyenoord            | ED                   | 34         | -40        | CO              | 6               | -3              | -                  | -                  | -                  | -           | -           | -           | 40     | -43    |
| 2016-2017            | Feyenoord            | ED                   | 1          | -2         | CO              | -               | -               | UEL                | -                  | -                  | SO          | -           | -           | 1      | -2     |
| 2017-gen. 2018       | Feyenoord            | ED                   | 0          | 0          | CO              | 1               | -1              | UCL                | 1                  | -1                 | -           | -           | -           | 2      | -2     |
| gen.-giu. 2018       | Club Bruges          | D1                   | 5+2        | -5 + -1    | CB              | 1               | -2              | UCL+UEL            | -                  | -                  | -           | -           | -           | 8      | -8     |
| 2018-2019            | Feyenoord            | ED                   | 18         | -20        | CO              | 5               | -5              | UEL                | 1                  | -1                 | SO          | 0           | 0           | 24     | -26    |
| 2019-2020            | Feyenoord            | ED                   | 16         | -27        | CO              | 1               | -1              | UEL                | 8                  | -5                 | SO          | 0           | 0           | 25     | -32    |
| Totale Feyenoord     | Totale Feyenoord     | Totale Feyenoord     | 101        | -128       |                 | 14              | -12             |                    | 18                 | -16                |             | 0           | 0           | 133    | -155   |
| 2020                 | Los Angeles FC       | MLS                  | 7+3        | (-13)+(-5) |                 | -               | -               | CCL                | 3                  | -3                 |             | -           | -           | 13     | -21    |
| 2021                 | FC Cincinnati        | MLS                  | 19         | -34        |                 | -               | -               | -                  | -                  | -                  |             | -           | -           | 19     | -34    |
| 2022                 | FC Cincinnati        | MLS                  | 0          | 0          | USC             | 1               | -5              | -                  | -                  | -                  |             | -           | -           | 1      | -5     |
| Totale Cincinnati FC | Totale Cincinnati FC | Totale Cincinnati FC | 19         | -34        |                 | 1               | -5              |                    |                    |                    |             |             |             | 20     | -39    |
| Totale carriera      | Totale carriera      | Totale carriera      | 256        | -326       |                 | 24              | -32             |                    | 47                 | -59                |             | 4           | -11         | 331    | -427   |

### Cronologia presenze e reti in Nazionale
| Cronologia completa delle presenze e delle reti in nazionale ― Paesi Bassi | Cronologia completa delle presenze e delle reti in nazionale ― Paesi Bassi | Cronologia completa delle presenze e delle reti in nazionale ― Paesi Bassi | Cronologia completa delle presenze e delle reti in nazionale ― Paesi Bassi | Cronologia completa delle presenze e delle reti in nazionale ― Paesi Bassi | Cronologia completa delle presenze e delle reti in nazionale ― Paesi Bassi | Cronologia completa delle presenze e delle reti in nazionale ― Paesi Bassi | Cronologia completa delle presenze e delle reti in nazionale ― Paesi Bassi |
| Data                                                                       | Città                                                                      | In casa                                                                    | Risultato                                                                  | Ospiti                                                                     | Competizione                                                               | Reti                                                                       | Note                                                                       |
| -------------------------------------------------------------------------- | -------------------------------------------------------------------------- | -------------------------------------------------------------------------- | -------------------------------------------------------------------------- | -------------------------------------------------------------------------- | -------------------------------------------------------------------------- | -------------------------------------------------------------------------- | -------------------------------------------------------------------------- |
| 14-11-2012                                                                 | Amsterdam                                                                  | Paesi Bassi                                                                | 0 – 0                                                                      | Germania                                                                   | Amichevole                                                                 | -                                                                          |                                                                            |
| 22-3-2013                                                                  | Amsterdam                                                                  | Paesi Bassi                                                                | 3 – 0                                                                      | Estonia                                                                    | Qual. Mondiali 2014                                                        | -                                                                          |                                                                            |
| 26-3-2013                                                                  | Amsterdam                                                                  | Paesi Bassi                                                                | 4 – 0                                                                      | Romania                                                                    | Qual. Mondiali 2014                                                        | -                                                                          |                                                                            |
| 7-6-2013                                                                   | Giacarta                                                                   | Indonesia                                                                  | 0 – 3                                                                      | Paesi Bassi                                                                | Amichevole                                                                 | -                                                                          | 46’                                                                        |
| 31-3-2015                                                                  | Amsterdam                                                                  | Paesi Bassi                                                                | 2 – 0                                                                      | Spagna                                                                     | Amichevole                                                                 | -                                                                          |                                                                            |
| Totale                                                                     |                                                                            | Presenze                                                                   | 5                                                                          |                                                                            | Reti                                                                       | 0                                                                          |                                                                            |

| Cronologia completa delle presenze e delle reti in nazionale ― Paesi Bassi olimpica | Cronologia completa delle presenze e delle reti in nazionale ― Paesi Bassi olimpica | Cronologia completa delle presenze e delle reti in nazionale ― Paesi Bassi olimpica | Cronologia completa delle presenze e delle reti in nazionale ― Paesi Bassi olimpica | Cronologia completa delle presenze e delle reti in nazionale ― Paesi Bassi olimpica | Cronologia completa delle presenze e delle reti in nazionale ― Paesi Bassi olimpica | Cronologia completa delle presenze e delle reti in nazionale ― Paesi Bassi olimpica | Cronologia completa delle presenze e delle reti in nazionale ― Paesi Bassi olimpica |
| Data                                                                                | Città                                                                               | In casa                                                                             | Risultato                                                                           | Ospiti                                                                              | Competizione                                                                        | Reti                                                                                | Note                                                                                |
| ----------------------------------------------------------------------------------- | ----------------------------------------------------------------------------------- | ----------------------------------------------------------------------------------- | ----------------------------------------------------------------------------------- | ----------------------------------------------------------------------------------- | ----------------------------------------------------------------------------------- | ----------------------------------------------------------------------------------- | ----------------------------------------------------------------------------------- |
| 2-8-2008                                                                            | Hong Kong                                                                           | Paesi Bassi                                                                         | 1 – 1                                                                               | Costa d'Avorio                                                                      | ING Cup                                                                             | -1                                                                                  |                                                                                     |
| 7-8-2008                                                                            | Tientsin                                                                            | Paesi Bassi                                                                         | 0 – 0                                                                               | Nigeria                                                                             | Olimpiadi 2008 - 1º turno                                                           | -                                                                                   |                                                                                     |
| 10-8-2008                                                                           | Tientsin                                                                            | Stati Uniti                                                                         | 2 – 2                                                                               | Paesi Bassi                                                                         | Olimpiadi 2008 - 1º turno                                                           | -2                                                                                  |                                                                                     |
| 13-8-2008                                                                           | Shenyang                                                                            | Paesi Bassi                                                                         | 1 – 0                                                                               | Giappone                                                                            | Olimpiadi 2008 - 1º turno                                                           | -                                                                                   |                                                                                     |
| 16-8-2008                                                                           | Shanghai                                                                            | Argentina                                                                           | 2 – 1 dts                                                                           | Paesi Bassi                                                                         | Olimpiadi 2008 - Quarti di finale                                                   | -2                                                                                  |                                                                                     |
| Totale                                                                              |                                                                                     | Presenze                                                                            | 5                                                                                   |                                                                                     | Reti                                                                                | -5                                                                                  |                                                                                     |

## Palmarès

### Club

#### Competizioni nazionali
- Supercoppa dei Paesi Bassi: 3

Ajax: 2005, 2006, 2013
- Coppa dei Paesi Bassi: 3

Ajax: 2005-2006, 2006-2007, 2009-2010
Feyenoord: 2015-2016
- Campionato olandese: 5

Ajax: 2010-2011, 2011-2012, 2012-2013, 2013-2014
Feyenoord: 2016-2017
- Campionato belga: 1

Club Bruges: 2017-2018

### Nazionale
- Campionato d'Europa Under-21: 2

Olanda: 2006, 2007